# Riki Wilchins
Riki Anne Wilchins es una escritora y activista por los derechos LGBT estadounidense, nacida en 1952. Es un miembro de Gender Public Advocacy Coalition.
Estudió psicología en la Cleveland State University.

## Libros
- Read My Lips: Sexual Subversion & the End of Gender (Firebrand), 1997
- GenderQueer: Voices from Beyond the Sexual Binary (Alyson), (Joan Nestle, Clair Howell Co-Editors) 2002
- Queer Theory/Gender Theory: an Instant Primer (Alyson)

- Datos: Q546490